# Ryszard Czekała
Ryszard Czekała (ur. 5 marca 1941 w Bydgoszczy, zm. 30 października 2010 w Krakowie) – polski reżyser filmów animowanych i fabularnych, scenarzysta i artysta plastyk.

## Życiorys
Ukończył studia na Wydziale Malarstwa i Grafiki ASP w Krakowie (Pracownia Rysunku Filmowego, 1966). Był asystentem Kazimierza Urbańskiego, założyciela krakowskiego Studia Filmów Animowanych. W studio tym debiutował w roku 1968 filmem Ptak. 
Jego najwybitniejsze animacje to Syn (1970, nagrody w Krakowie, Mannheim, Adelaide, „Syrenka Warszawska” za najlepszy film krótkometrażowy roku, „Złota Kaczka” – nagroda tygodnika „Film”), Apel (1971, nagrody w Krakowie, Annecy, Cork, Teheranie, Oberhausen, Nowym Jorku), Wypadek (1972, nagroda w Adelaide).
W 1976 ukończył studia reżyserskie w PWSFTviT w Łodzi i przez kilka lat realizował filmy fabularne, aktorskie. Jego debiut fabularny to film Zofia z Ryszardą Hanin w roli głównej. Film ten przyniósł mu wiele nagród na krajowych i międzynarodowych festiwalach. Między innymi otrzymał Nagrodę im. Andrzeja Munka, „Złotą Kamerę” pisma „Film” dla najlepszego debiutu w roku 1976 oraz nagrody w Łagowie, Gdańsku, Świebodzinie, San Remo, Figueira da Foz.
Po zrealizowaniu czterech filmów fabularnych, w 1985 roku powrócił do Krakowa, do tworzenia filmów animowanych. Problemy zdrowotne i osobiste w znaczny sposób ograniczyły w ostatnim okresie życia jego możliwości twórcze.
W 2008 został odznaczony Srebrnym Medalem „Zasłużony Kulturze Gloria Artis”.
Jest jednym z bohaterów książki Jerzego Armaty Anima. Mistrzowie polskiej animacji (wyd. EGoFILM, Warszawa 2025).
Ryszard Czekała zmarł 30 października w Krakowie. Pogrzeb reżysera odbył się 8 listopada 2010 roku na cmentarzu Rakowickim w Krakowie.

## Filmografia

### Filmy animowane
1. 1966 - CZAR KÓŁEK Współpraca realizatorska,
2. 1967 - TREN ZBÓJA Współpraca realizatorska,
3. 1968 - PTAK realizacja, scenariusz,
4. 1970 - APEL realizacja,
5. 1970 - SYN realizacja, scenariusz,
6. 1971 - WYPADEK reżyseria, scenariusz,
7. 1973 - DZIEŃ reżyseria, scenariusz, scenografia,
8. 1973 - SEKCJA ZWŁOK realizacja, scenariusz,
9. 1974 - ABECADŁO Opieka artystyczna,
10. 1974 - HASŁO Scenariusz,
11. 1975 - WODA reżyseria, scenariusz, opracowanie plastyczne,
12. 1975 - AWARIA (Kiwerski K.) Opieka artystyczna,
13. 1987 - KREDĄ RYSOWANE Scenariusz,
14. 1985 - DO UTRATY GŁÓW reżyseria, scenariusz, opracowanie plastyczne,
15. 1986 - CLOWN Scenariusz,
16. 1997 - CZŁOWIEK I CHLEB reżyseria, scenariusz,
17. 2002 - NOWY DZWON reżyseria, scenariusz[3].

### Filmy Fabularne
1. 1976 - Zofia; reżyseria i scenariusz
2. 1978 - Płomienie; reżyseria i scenariusz
3. 1982 - Przeklęta ziemia; reżyseria i scenariusz
4. 1983 - Piętno; reżyseria i scenariusz[3]

### Nagrody filmowe
Animacje:
1. 2002 - NOWY DZWON Kraków (Ogólnopolski Festiwal Autorskich Filmów Animowanych) Srebrna Kreska
2. 1973 - WYPADEK (Czekała Ryszard) Adelaide - Auckland (MFF) Złoty Krzyż Południa
3. 1972 - APEL Nowy Jork (MFFA) „Srebrny Praksinoskop” w kategorii filmów społecznych
4. 1971 - SYN Złota Kaczka - Nagroda „Filmu” za najlepszy polski film krótkometrażowy wyświetlany na ekranach w 1970 r.
5. 1971 - APEL Teheran (MFF dla Dzieci) Nagroda Krytyki Filmowej
6. 1971 - APEL Oberhausen (MFFK) Nagroda Towarzystwa Wyższych Szkół Ludowych
7. 1971 - APEL Oberhausen (MFFK) Nagroda Jury ASIFA
8. 1971 - APEL Kraków (Krakowski FF - Konkurs Krajowy; do roku 2000 Ogólnopolski FFK) „Brązowy Lajkonik”
9. 1971 - APEL Cork (MFF) I Nagroda „Statuetka św. Finbara” w kat. filmów krótkometrażowych
10. 1971 - APEL Annecy (Międzynarodowy Festiwal Filmów Animowanych) Grand Prix (ex aequo)
11. 1971 - SYN Adelaide - Auckland (MFF) Złoty Krzyż Południa
12. 1970 - SYN Syrenka Warszawska (Nagroda Klubu Krytyki Filmowej SDP) przyznana podczas Ogólnopolskiego Festiwalu Filmów Krótkometrażowych w Krakowie
13. 1970 - SYN Mannheim (MFF) „Złoty Dukat”
14. 1970 - SYN Kraków (Ogólnopolski Festiwal Filmów Krótkometrażowych) Nagroda Przewodn. PRN Krakowa „Srebrny Lajkonik” (do 1964 „Złoty Smok Wawelski”)
15. 1970 - SYN Kraków (Międzynarodowy Festiwal Filmów Krótkometrażowych) Nagroda Specjalna Przewodniczącego Prezydium Rady Narodowej Krakowa „Złoty Smok” za „nowatorstwo formy graficznej, która znajduje potwierdzenie w polskiej tradycji grafiki”

Filmy fabularne:
1. 1977 - ZOFIA Złota Kamera (przyznawana przez pismo „Film”) w kategorii: debiut reżyserski w filmie fabularnym; przyznana za rok 1976; nazwa nagrody: Nagroda „Filmu”
2. 1977 - ZOFIA San Remo (MFF Autorskich) Grand Prix
3. 1977 - ZOFIA Samowar, Nagroda Entuzjastów Kina (przyznawana przez DKF w Świebodzinie) przyznawana przez DKF w Świebodzinie; za rok 1976
4. 1977 - ZOFIA Łagów (Lubuskie Lato Filmowe) Nagroda Koordynacyjnej Rady Artystycznej Kin Studyjnych za podjęcie trudnego, społecznie ważnego tematu, za walory artystyczne, sprawność warsztatu, piękno zdjęć oraz kreację Ryszardy Hanin
5. 1977 - ZOFIA Figueira da Foz (MFF) nagroda jury MF DKF
6. 1976 - ZOFIA Nagroda im. Andrzeja Munka (przyznawana przez PWSFTviT)
7. 1976 - ZOFIA Gdynia (do 1986 Gdańsk) (Festiwal Polskich Filmów Fabularnych) nagroda dziennikarzy